# Terry Pratchett's Hogfather
Terry Pratchett's Hogfather è una miniserie televisiva inglese del 2006 in due parti, adattamento del romanzo di Terry Pratchett La notte di Babbo Maiale.

## Trama
Babbo Maiale, l'equivalente di Babbo Natale nel Mondo Disco, è sparito e Morte è costretto a prendere il suo posto, mentre la nipote Susan cerca di capire che cosa è successo.